# Francesco Maria Mancini
Francesco Maria Mancini (Roma, 20 de outubro de 1606 - Roma, 29 de junho de 1672) foi um cardeal do século XVIII

## Biografia
Nasceu em Roma em 20 de outubro de 1606. De uma família da nobreza romana. Filho de Paolo Macini, consevatore de Roma, e Vittoria Capocci, nobre romana. Em 1634, seu irmão Lorenzo casou-se com Geronima, irmã do cardeal Jules Mazarin (1641).
Estudou no Jesuíta Collegio Romano , obtendo o doutorado in utroque iure , tanto em direito canônico quanto em direito civil.
Entrou na prelazia romana em 1633. Referendário dos Tribunais da Assinatura Apostólica de Justiça e da Graça, 1638. Governador de Terni, 1636 a 1637. Governador de Sabina, 1637. Governador de Norcia e Montagna, outubro de 1637 a novembro de 1638. Governador de Todi, até dezembro de 1638. Enquanto em Todi, foi nomeado auditor do cardeal camerlengo, Antonio Barberini, ocupando o cargo de 1639 a 1644. Votante do Tribunal da Assinatura Apostólica da Graça. Responsável pelas abadias de Saint-Martin, diocese de Laon, Maison-de-Dieu, diocese de Clermont, Saint-Lucien, diocese de Beauvais, e Saint-Pierre-du-Mont, diocese de Chalons, da qual o cardeal Jules Mazarin era o abade. Em 1654, foi encarregado de resolver a difícil situação da nunciatura na Espanha, centro de um grave conflito diplomático. secretaria do SC
Criado cardeal diácono no consistório de 5 de abril de 1660; recebeu o gorro vermelho e a diaconia de Ss. Vito e Modesto, 19 de abril de 1660. Participou do conclave de 1667, que elegeu o Papa Clemente IX. Participou do conclave de 1669-1670, que elegeu o Papa Clemente X. Optou pela ordem dos presbíteros e pelo título de S. Matteo na Via Merulana, em 14 de maio de 1670.
Morreu em Roma em 29 de junho de 1672, perto das 4 horas da manhã, em Marino, feudo da casa de Colonna, diocese de Albano. Sepultado na igreja paroquial de S. Barnaba, Marino sem memória. Ao lado da epístola da capela de S. Giacomo, na igreja de S. Maria em Araceli, Roma, que ele havia embelezado, foi construído um monumento com seu busto.